# Partido de los 50 centavos
El partido de los 50 centavos o wumao (chino simplificado: 五毛党; chino tradicional: 五毛黨; pinyin: wǔmáo dǎng) es un término peyorativo no oficial aplicado a comentaristas de Internet contratados por el gobierno de la República Popular de China (tanto a nivel local como a nivel central) o el Partido Comunista de China, para publicar comentarios favorables hacia las políticas del gobierno en un intento de dar forma y cambiar la opinión pública de determinados foros de discusión en Internet, como una forma especial de astroturfing para dar la falsa idea de una "corriente espontánea de pensamiento". Se denuncia también que a los comentaristas se les paga por cada mensaje que desvíe la atención en una discusión de "contenidos sensibles" o de críticas anti-partidistas en los sitios web nacionales, sistemas de BBS y salas de chat, o para que directamente alaben la línea partidista comunista. Los comentaristas afines al Partido Comunista de China se defienden afirmando que el término se usa para desacreditar a cualquiera que publique un comentario que se considera excesivamente patriótico a favor de China en foros de Internet.

## Historia
El departamento de publicidad de Changsha ha contratado a comentaristas de Internet desde octubre de 2004. Este es uno de los primeros casos conocidos de apariciones de "comentaristas profesionales" en Internet.
En marzo de 2005, el Ministerio de Educación de la República Popular China aprobó una censura sistemática de los sistemas de "tablón informático" de anuncios universitarios en China, así el popular "Little Lily" BBS manejado por la Universidad de Nankín, se vio obligado a cerrar. Como se estaba preparando un nuevo software para su lanzamiento, las autoridades universitarias contrataron a estudiantes como comentaristas de Internet a tiempo parcial. Se les pagó con el fondo de trabajo-estudio de la universidad para buscar por el foro información indeseable y contraatacarla activamente con puntos de vista a favor de la línea oficial del partido comunista. En los meses siguientes, los líderes del partido de la provincia de Jiangsu empezaron a contratar a sus propios equipos. 
A mediados de 2007 eran comunes en toda China los equipos de comentaristas en la web reclutados por las universidades y las organizaciones del PCCh. La Universidad Normal de Shanghái contrato a estudiantes para comentar y medir los niveles de disidencia en los foros de la universidad. Sin embargo, los "comentaristas oficiales" no solo se centraron en la discusión política ya iniciada, sino que también generaron debates en otros temas controversiales de interés nacional, a menudo utilizando argumentos que restaban importancia al problema. Después, algunas universidades y gobiernos locales comenzaron a construir sus propios equipos de comentaristas de Internet.

## Impacto y carácter de sus operaciones
El Ministerio de Cultura de la República Popular China lleva a cabo regularmente sesiones de entrenamiento para los "comentaristas del gobierno", tras las cuales se somete a los participantes a un examen que deben aprobar para obtener el "certificado de aptitud". Algunas estimaciones hablan de miles de participantes, mientras que otras elevan la cifra de participantes a 280,000–300,000.
De acuerdo con opiniones del comité de reclutamiento de trabajadores universitarios, los participante del programa son seleccionados entre estudiantes o cuadros destacados de los departamentos de publicidad del PCCh de las universidades, de las ligas juveniles, de la oficina de asuntos académicos, departamentos de admisión al empleo, departamentos de teoría política, departamentos de enseñanza y otras unidades.
El juzgado del distrito de Quinghe, Huai'an, organizó un equipo de 12 comentaristas. La provincia de Gansu contrató, clasificados por su habilidad de escritura. El "Yangtse Evening Post" en abril de 2005 informó acerca de los primeros 26 comentaristas del departamento municipal de publicidad de Suqian. De acuerdo con el notorio bloguero Li Ming, los comentaristas web pro gubernamentales deben ser "al menos decenas de miles".
Wen Yunchao (温云超), un comentarista web, dijo que en Guangdong había alrededor de 20 comentaristas web a tiempo completo. Un comentarista web perteneciente a la comisión de disciplina a nivel estatal estimó en más de 100 el número de comentaristas web en su condado, cuya población es de un millón. Hu Yong, un experto en internet de la Universidad de Peking, dijo que "los moldeadores de la opinión pública ya han penetrado diferentes capas de la sociedad china", él encontró vigilantes de la opinión pública que tratan con información negativa en los foros de ciudades turísticas y en la escuela secundaria a nivel nacional.
En marzo de 2011, el secretario general de Amnistía Internacional Salil Shetty advirtió que países como China e Irán "estaban invirtiendo recursos considerables en blogs pro gubernamentales" en un esfuerzo de reforzar el poder del Estado. Todo sitio web chino de gran tamaño es instruido por la oficina de información para crear un equipo de comentaristas entrenados.
En una directiva de propaganda para el "Partido de los 50 centavos" que se filtró, se definió su objetivo como:

Con el objetivo de circunscribir la influencia de la democracia taiwanesa, para llegar más allá en el trabajo de guiar la opinión pública, y de acuerdo con los requerimientos establecidos por las autoridades superiores de "ser estratégicos y ser habilidosos," esperamos que los comentaristas web estudien conscientemente la mentalidad de los internautas, capten los desarrollos internacionales, y lleven a cabo mejor el trabajo de ser comentarista web. Con este objeto, este aviso es promulgado como sigue:

(1) En la medida de lo posible conviertan a Estados Unidos en el objeto de críticas. Disminuyan en lo posible la importancia de la existencia de Taiwan.
(2) No confronte directamente la idea de democracia; más bien encuadre el argumento en términos de "que clase de sistema puede realmente implantar la democracia."
(3) En la medida de lo posible, escoja varios ejemplos de violencia y circunstancias incongruentes en países occidentales para explicar como la democracia no se ajusta bien al capitalismo.
(4) Utilice la interferencia de EE.UU. y de otros países en asuntos internacionales para explicar como la democracia occidental es realmente una invasión de de otros países y como occidente está imponiendo por la fuerza sus valores a otros países.
(5) Utilice la historia sangrienta y manchada de lágrimas de un antaño débil pueblo (por ejemplo China) para despertar emociones patrióticas y en favor del partido.
(6) Incremente la exposición que reciben los desarrollos positivos; otorgue más conveniencia al trabajo de mantener la estabilidad social.